# Biserica reformată din Grânari

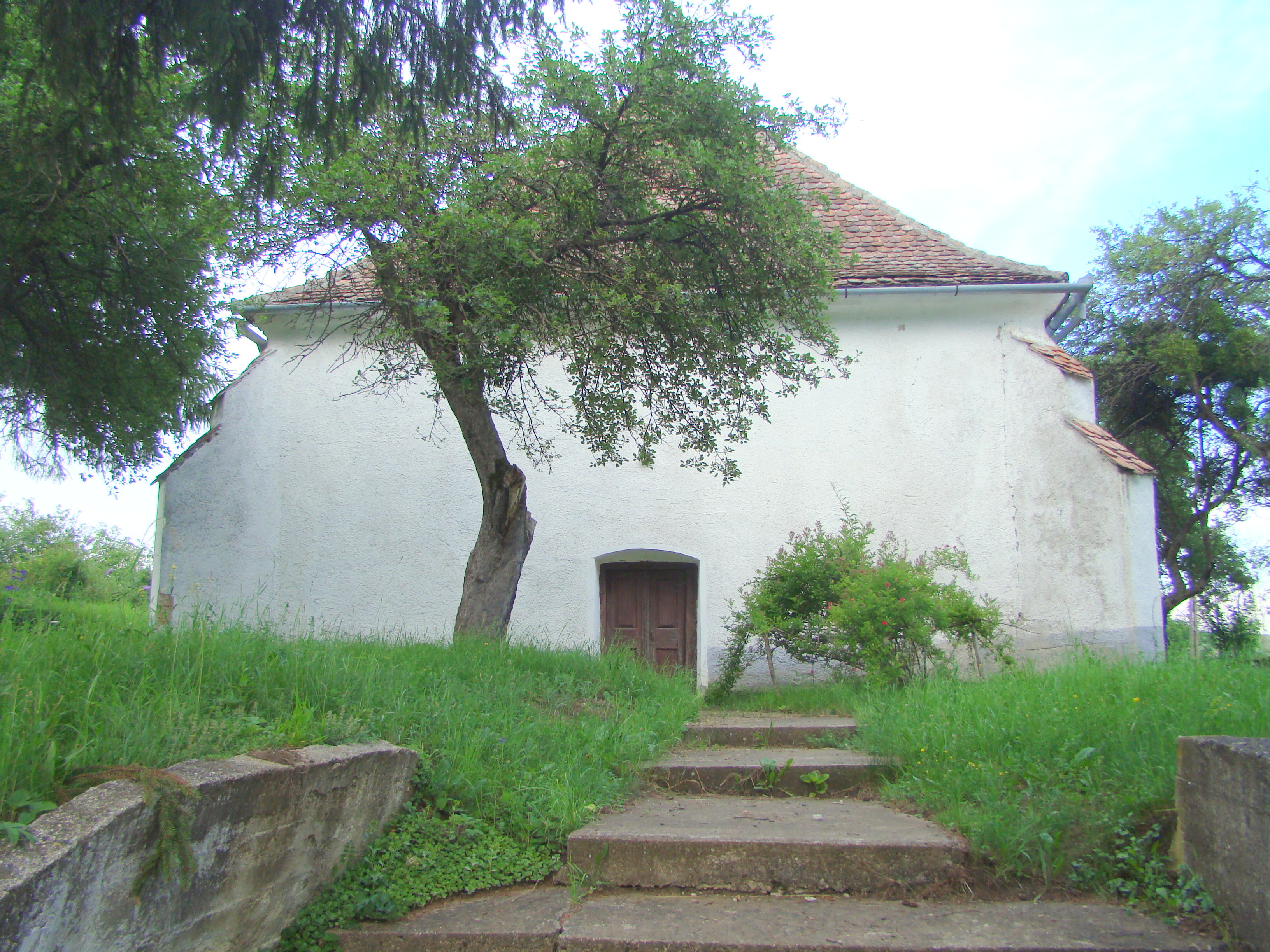
Biserica reformată din Grânari, comuna Jibert, județul Brașov, foto: iunie 2019.

Biserica reformată din Grânari este un monument istoric aflat pe teritoriul satului Grânari; comuna Jibert. În Repertoriul Arheologic Național, monumentul apare cu codul 117186.08.

## Localitatea
Grânari, mai demult Mucundorf, Mochendorf, Grănari (în dialectul săsesc Makenderf, Maeakndref, germană Mukendorf, Muckendorf, Munkesdorf, Mückendorf, Mäckendorf, maghiară Nagymoha, Moha) este un sat în comuna Jibert din județul Brașov, Transilvania, România.
Satul Grânari, în prezent locuit în majoritate de populație maghiară, a fost menționat pentru prima oară în anul 1289, cu denumirea Muhy.

## Biserica
Nu există informații despre biserica sa medievală. Populația catolică medievală a îmbrățișat reforma încă din secolul XVI. Actuala biserică a fost construită, probabil, la începutul secolului XVII.

## Imagini din exterior

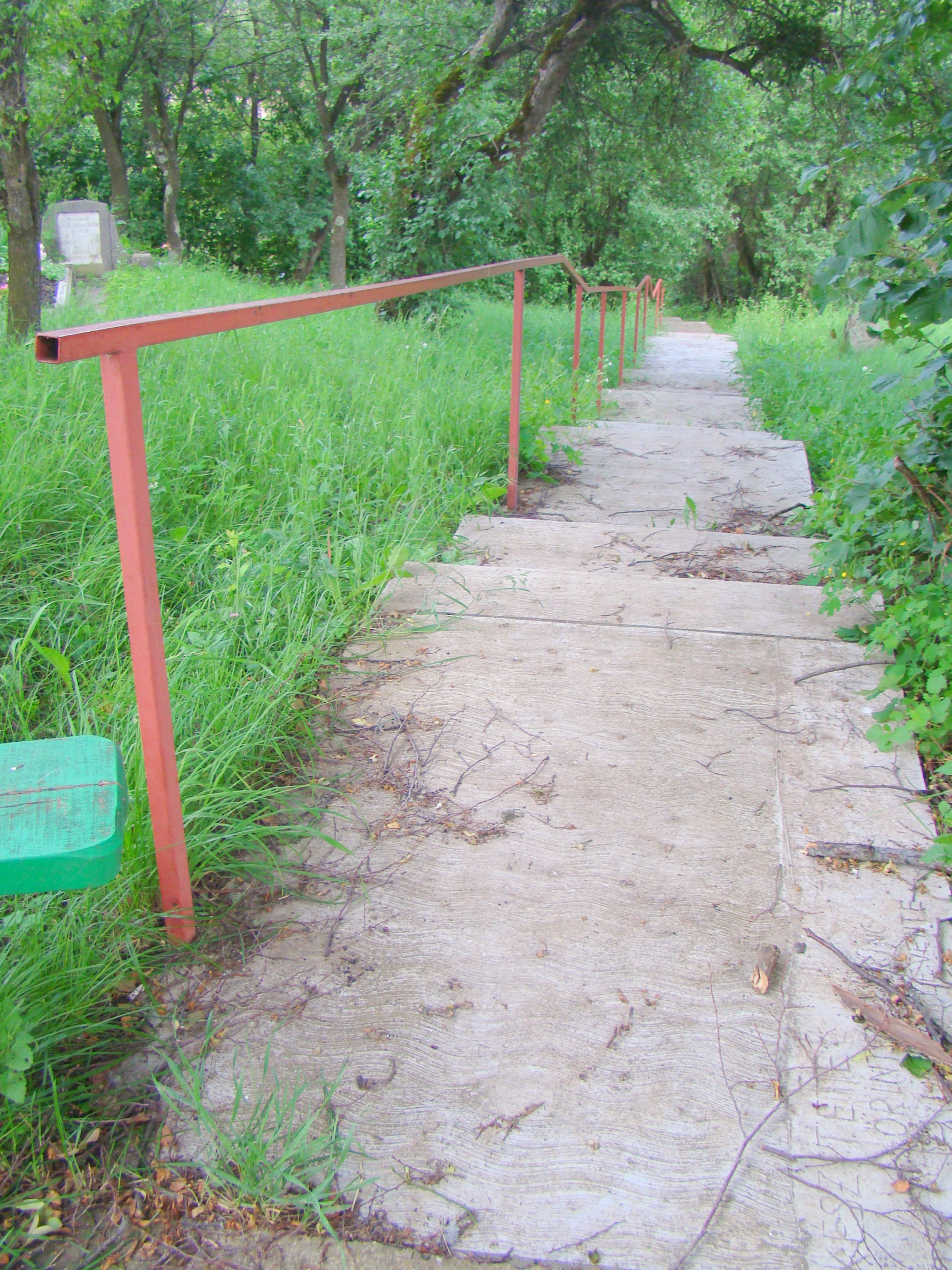
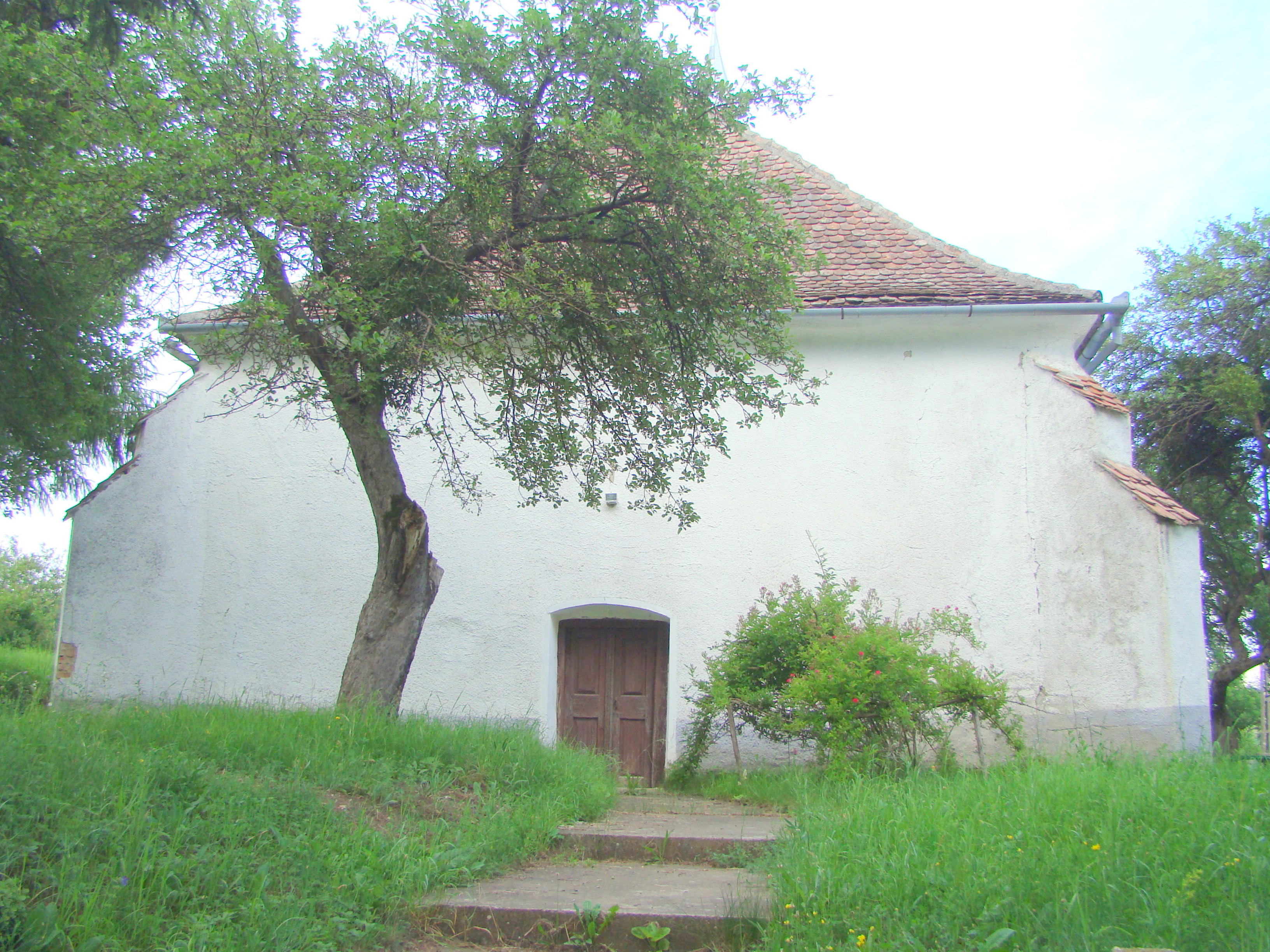
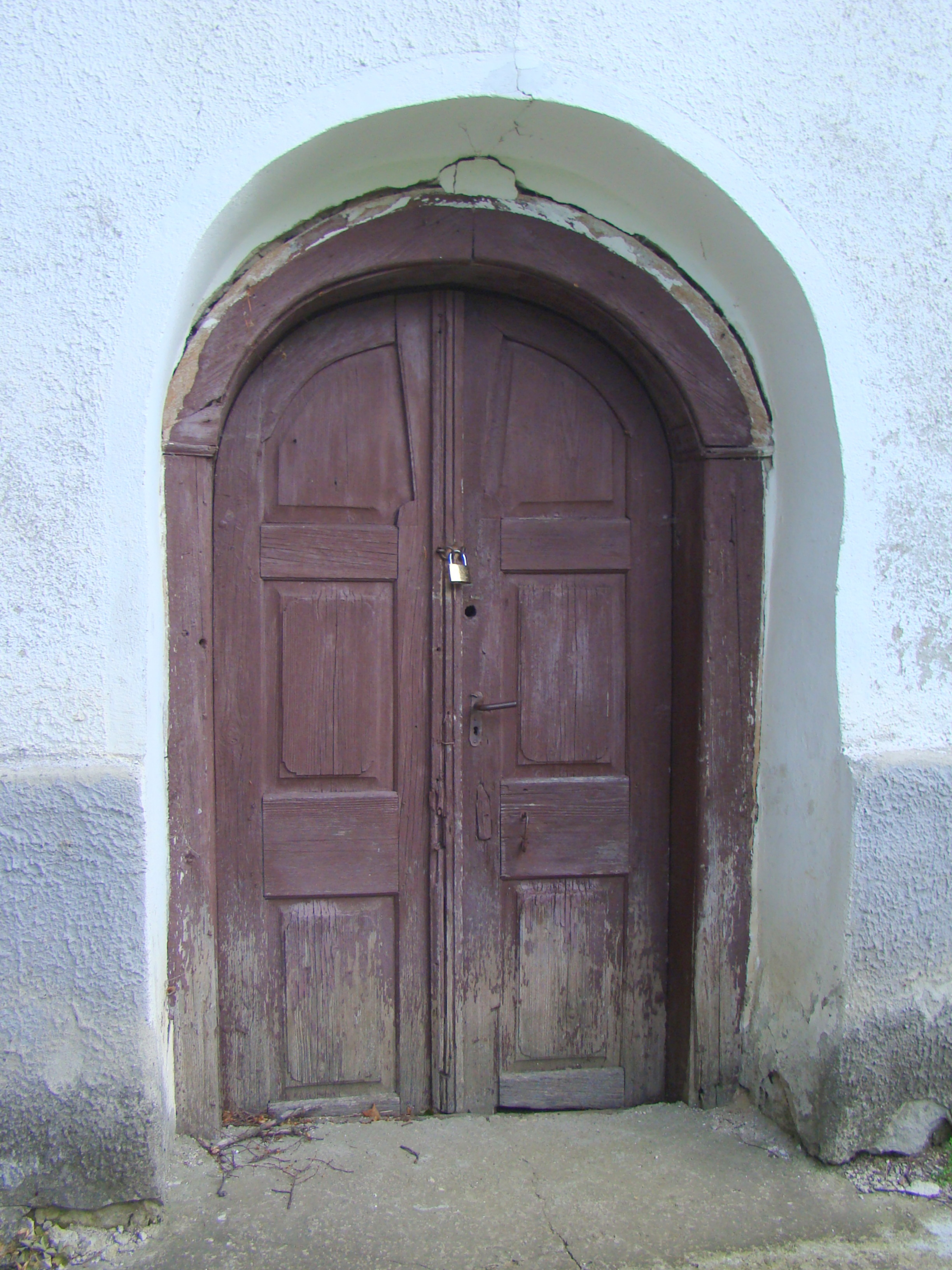
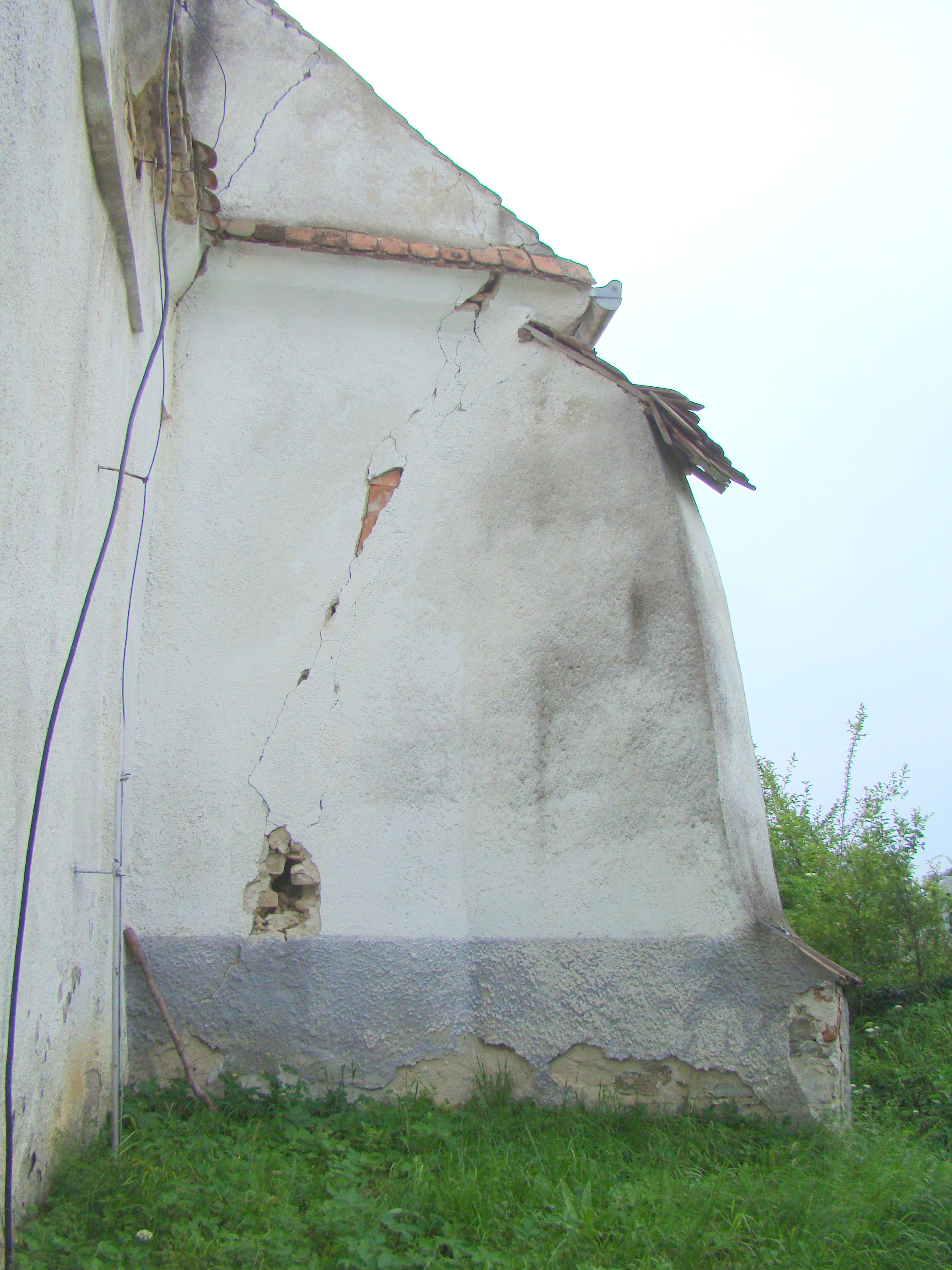
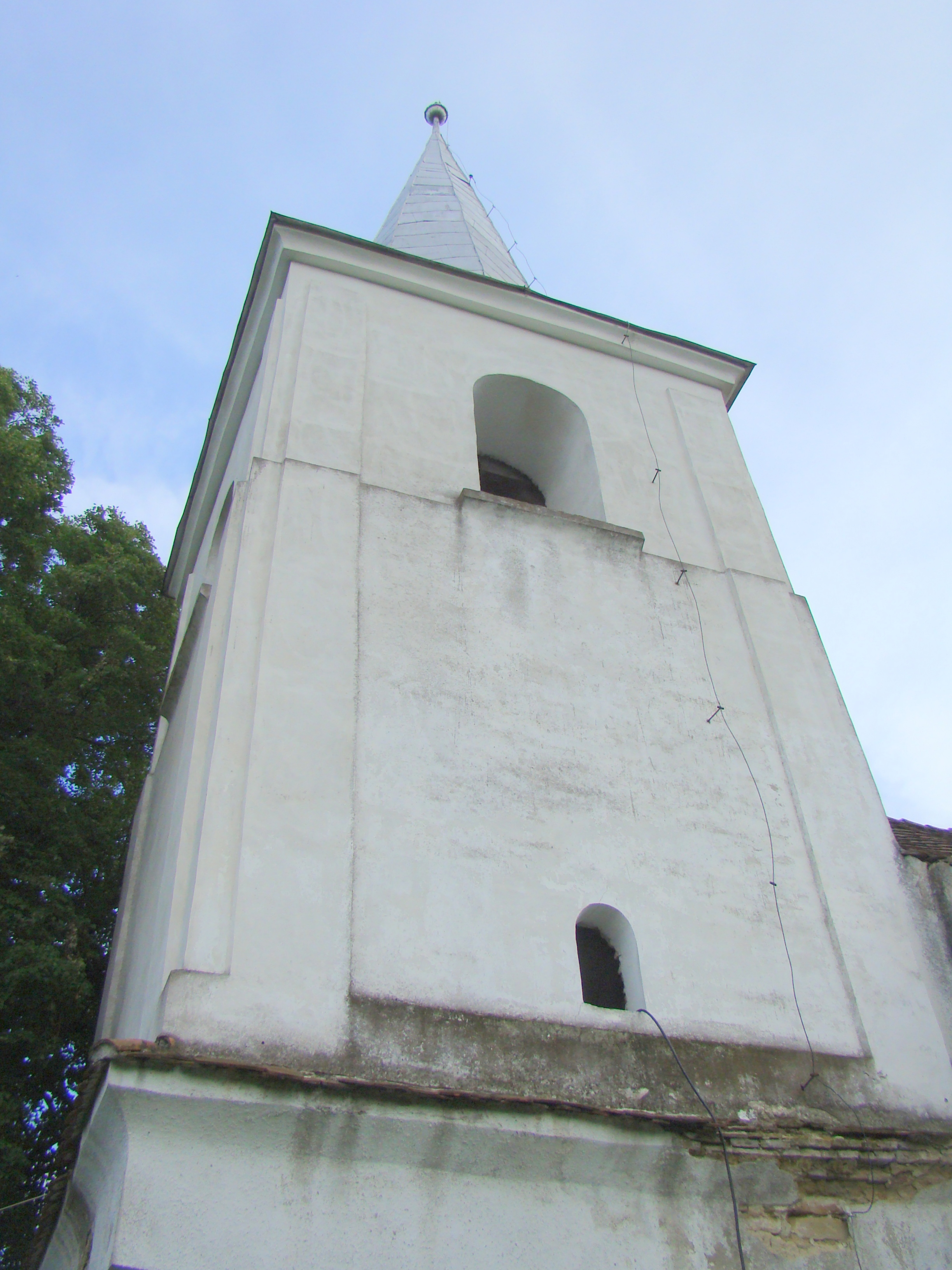
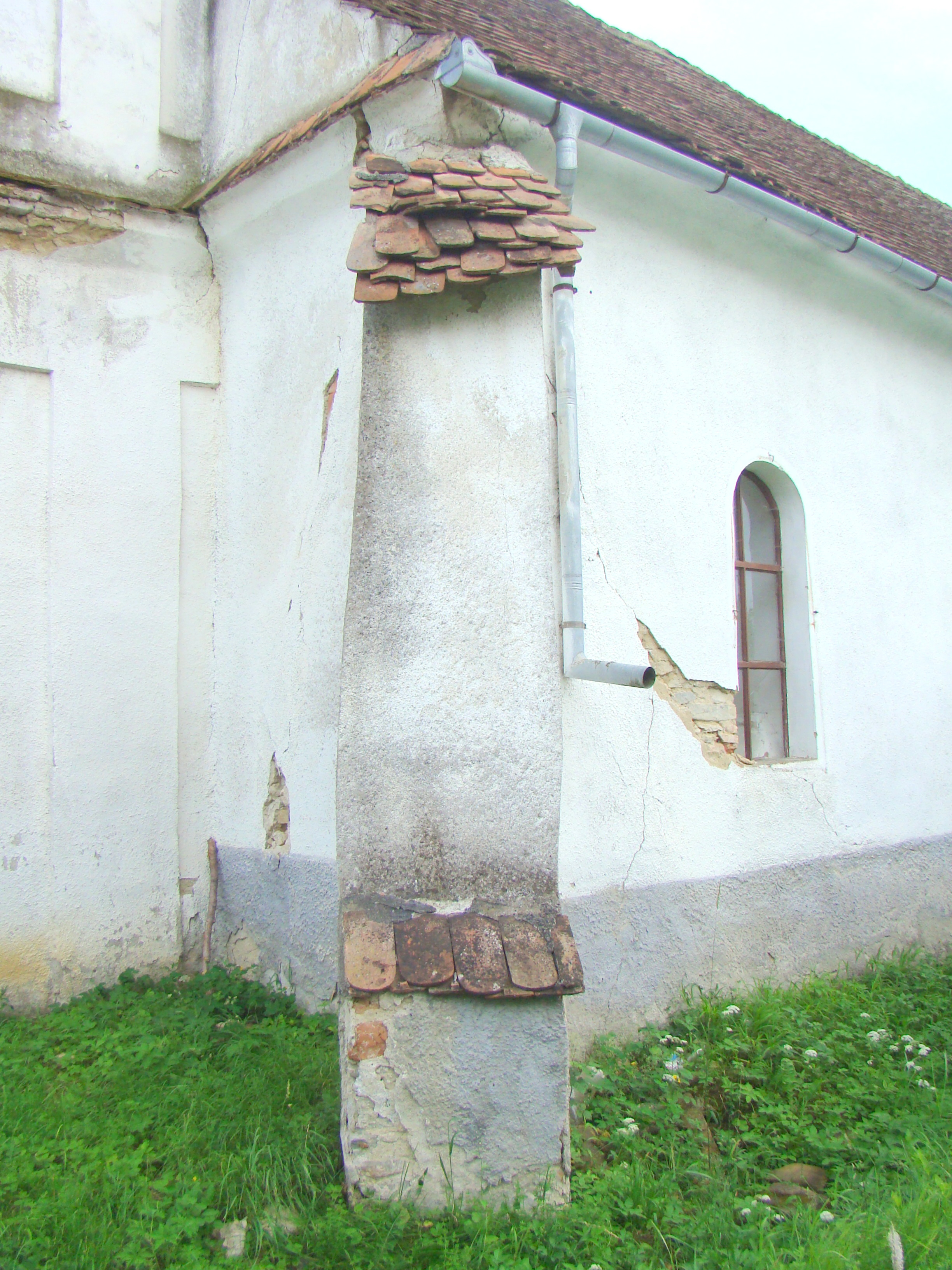
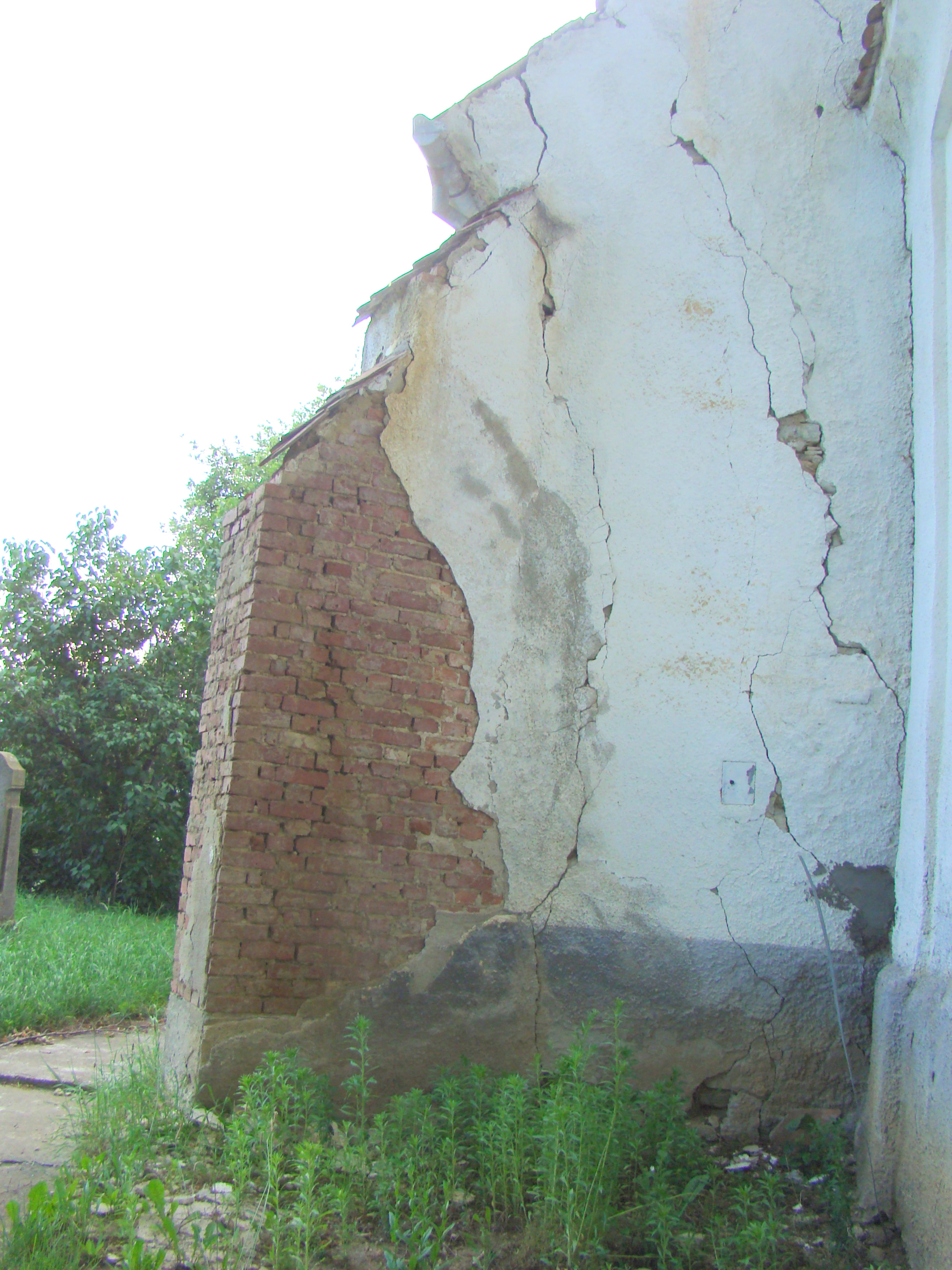
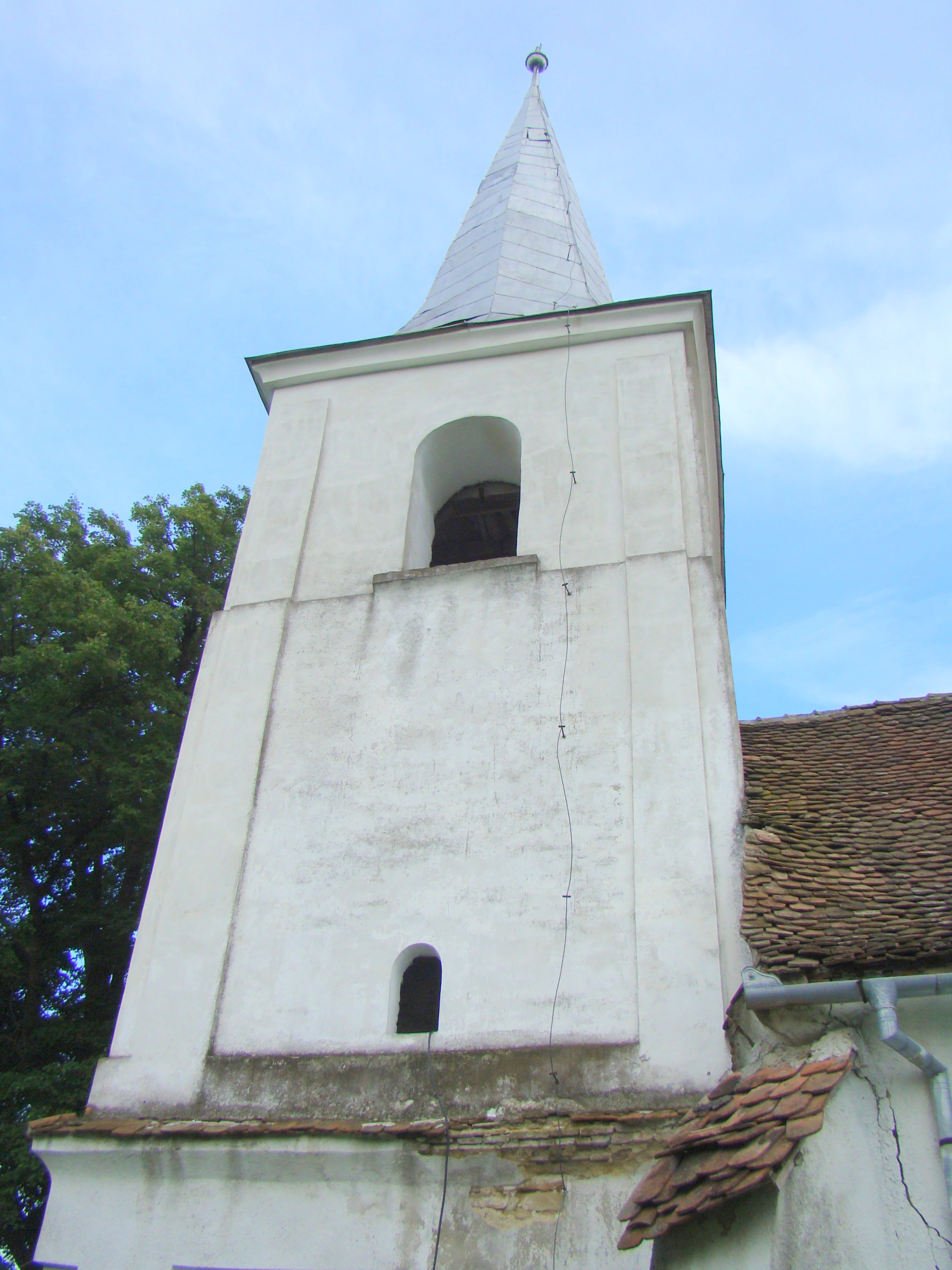
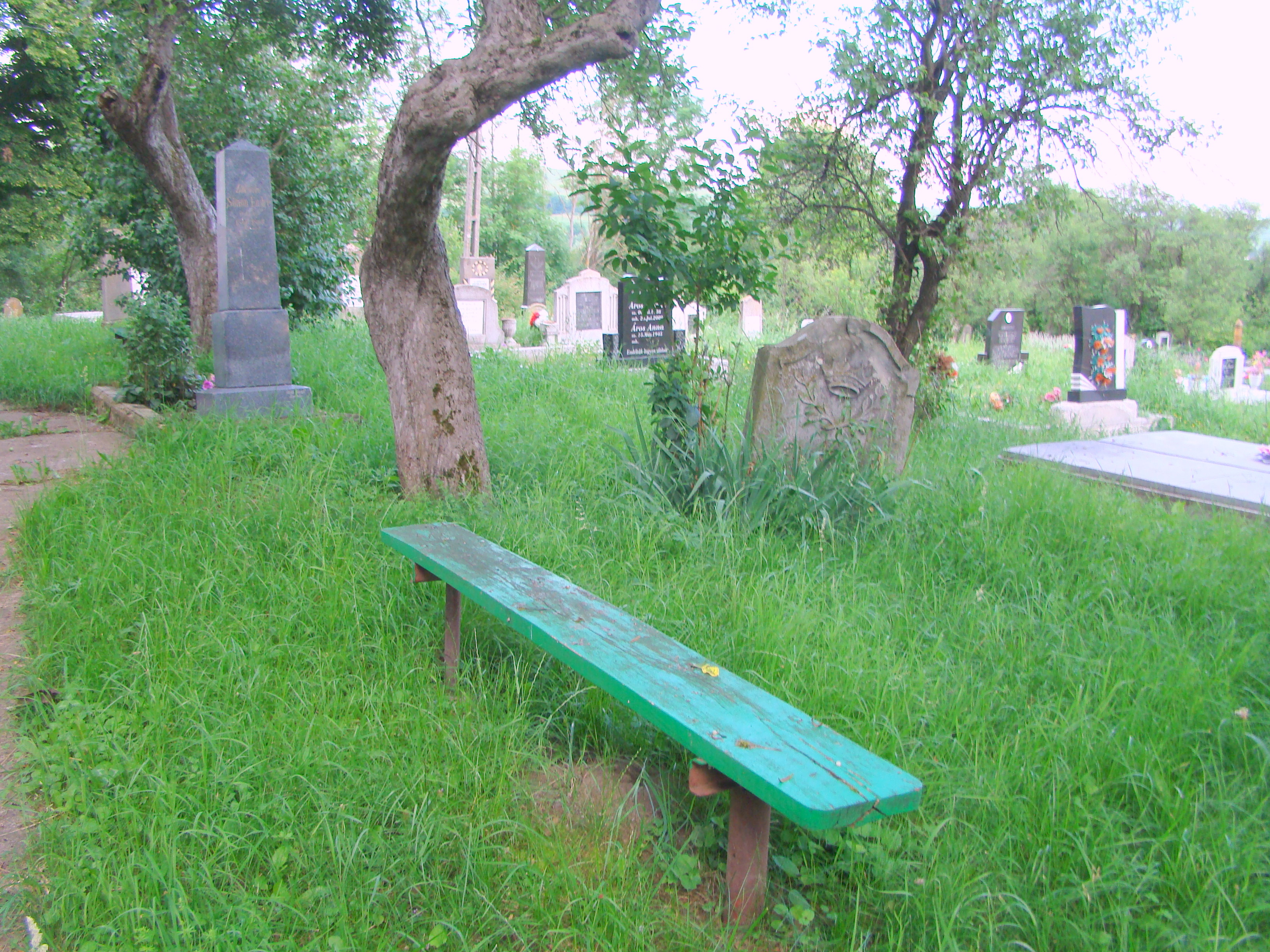
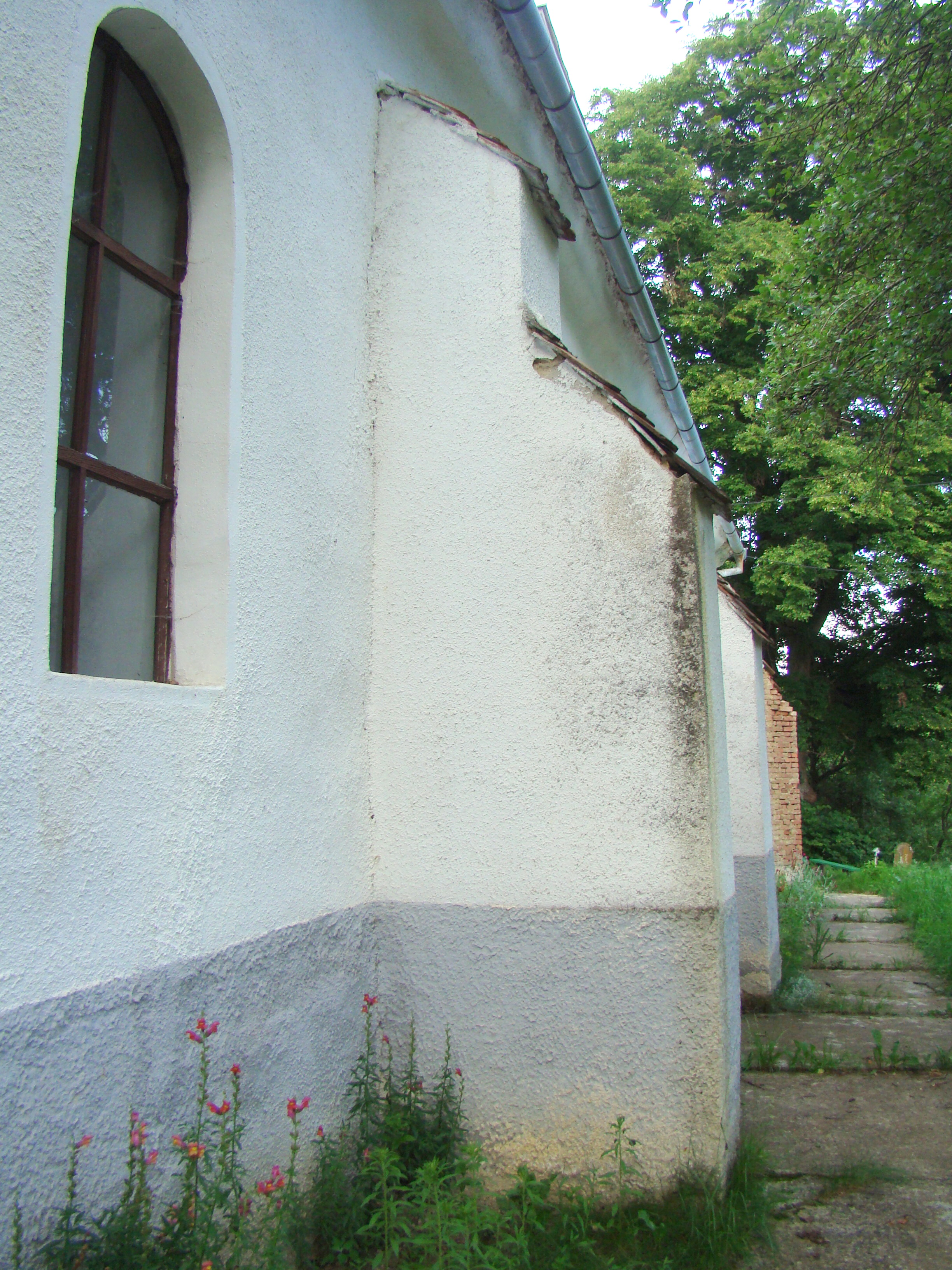
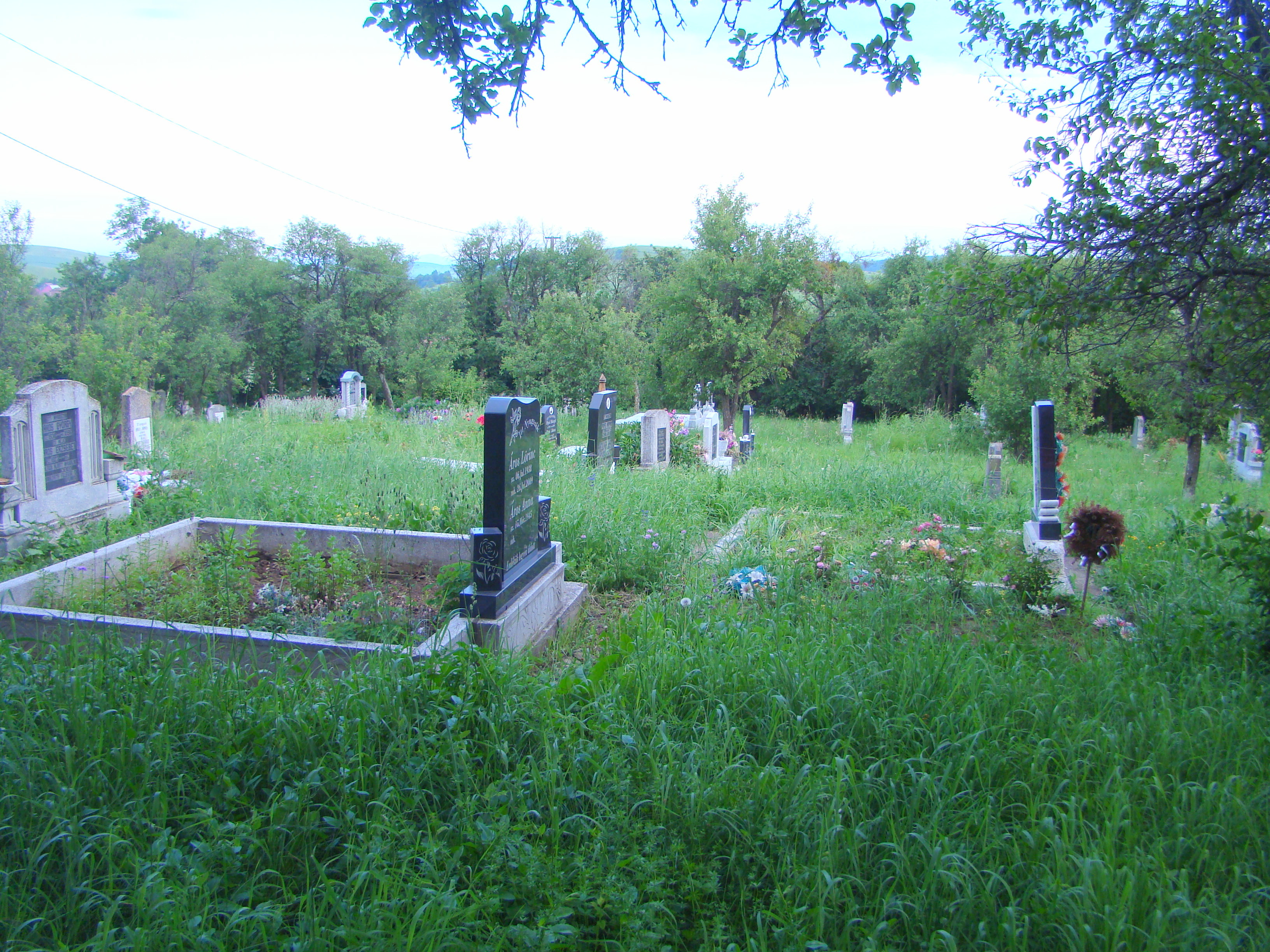
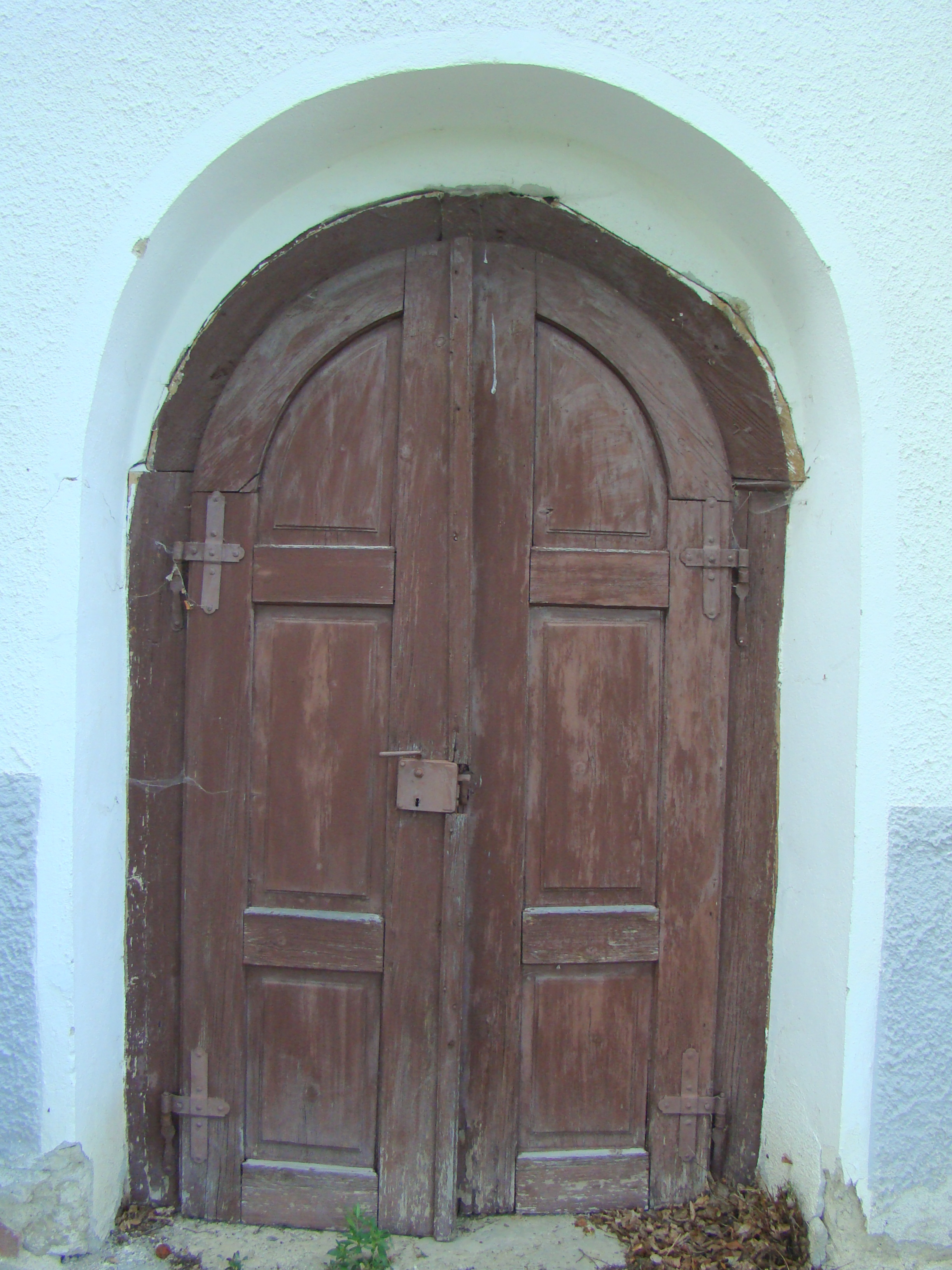
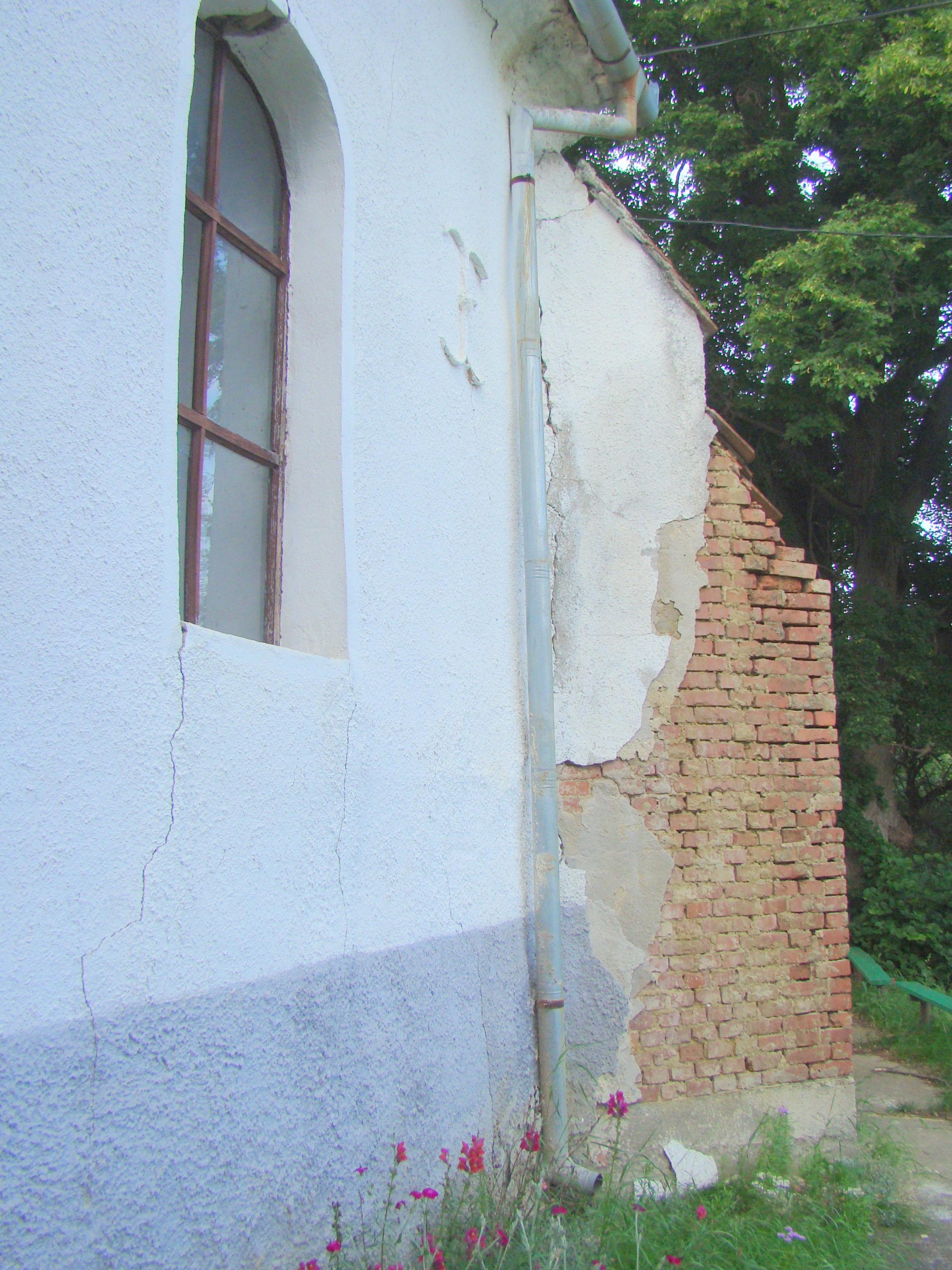
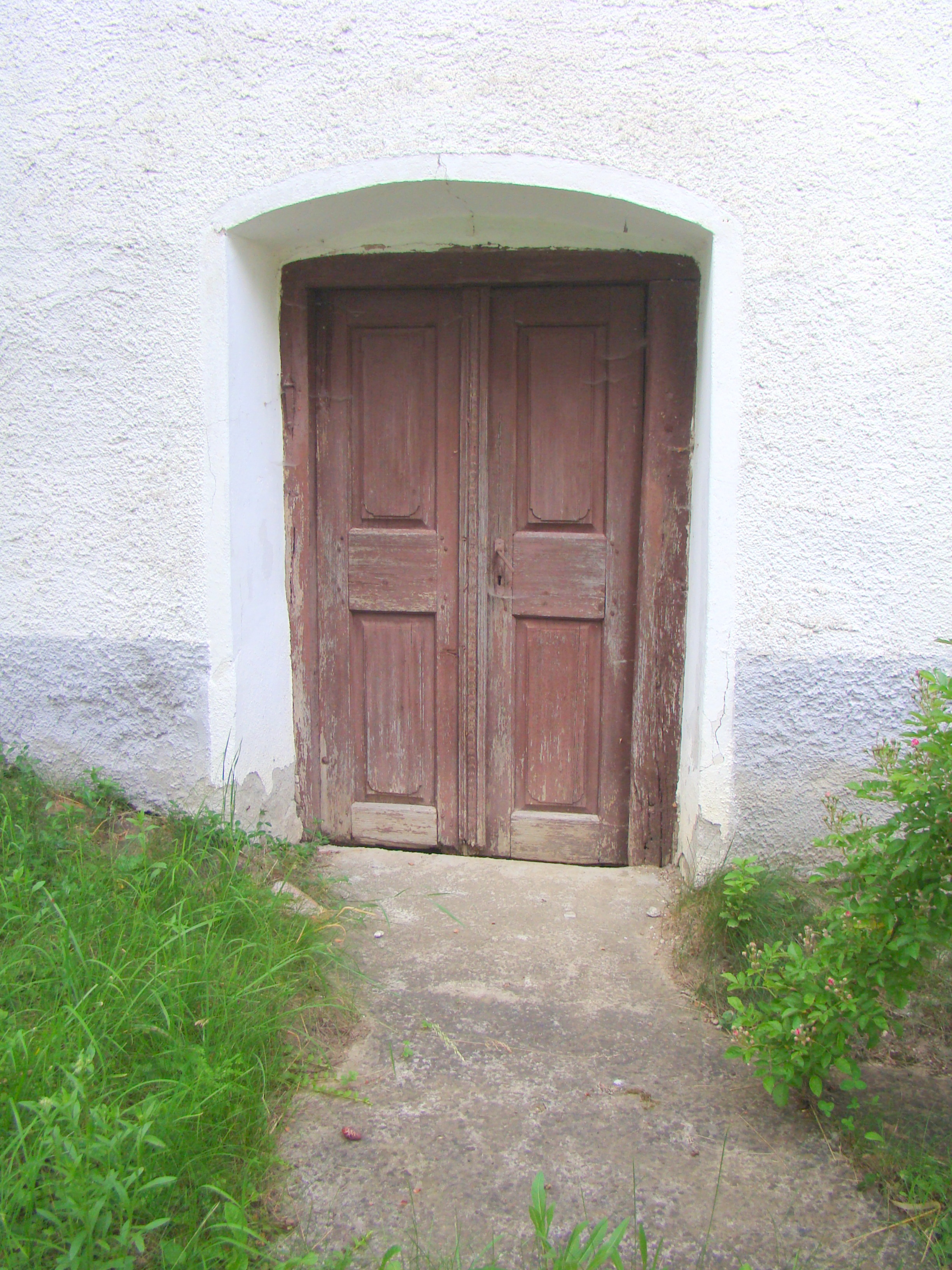
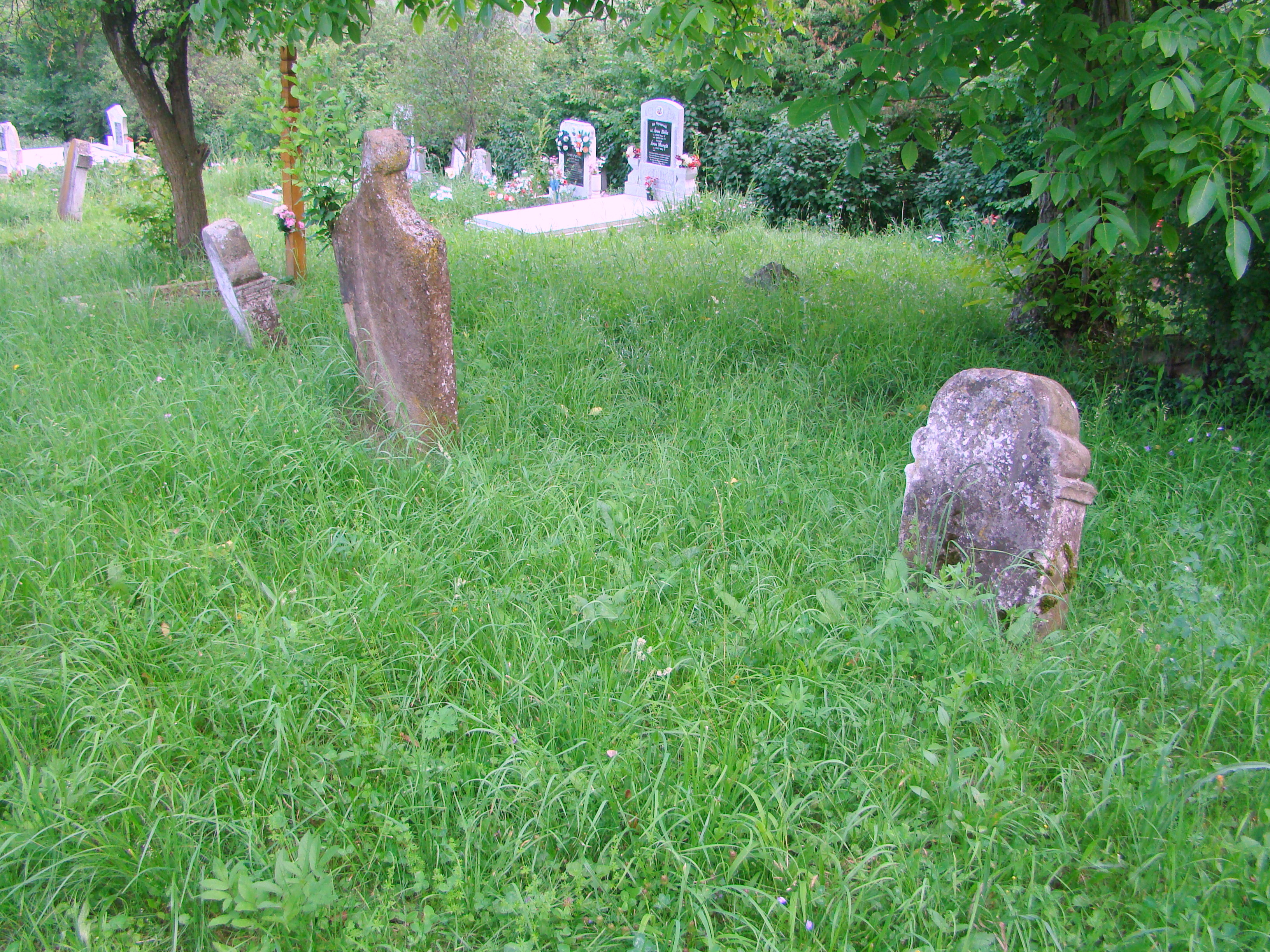
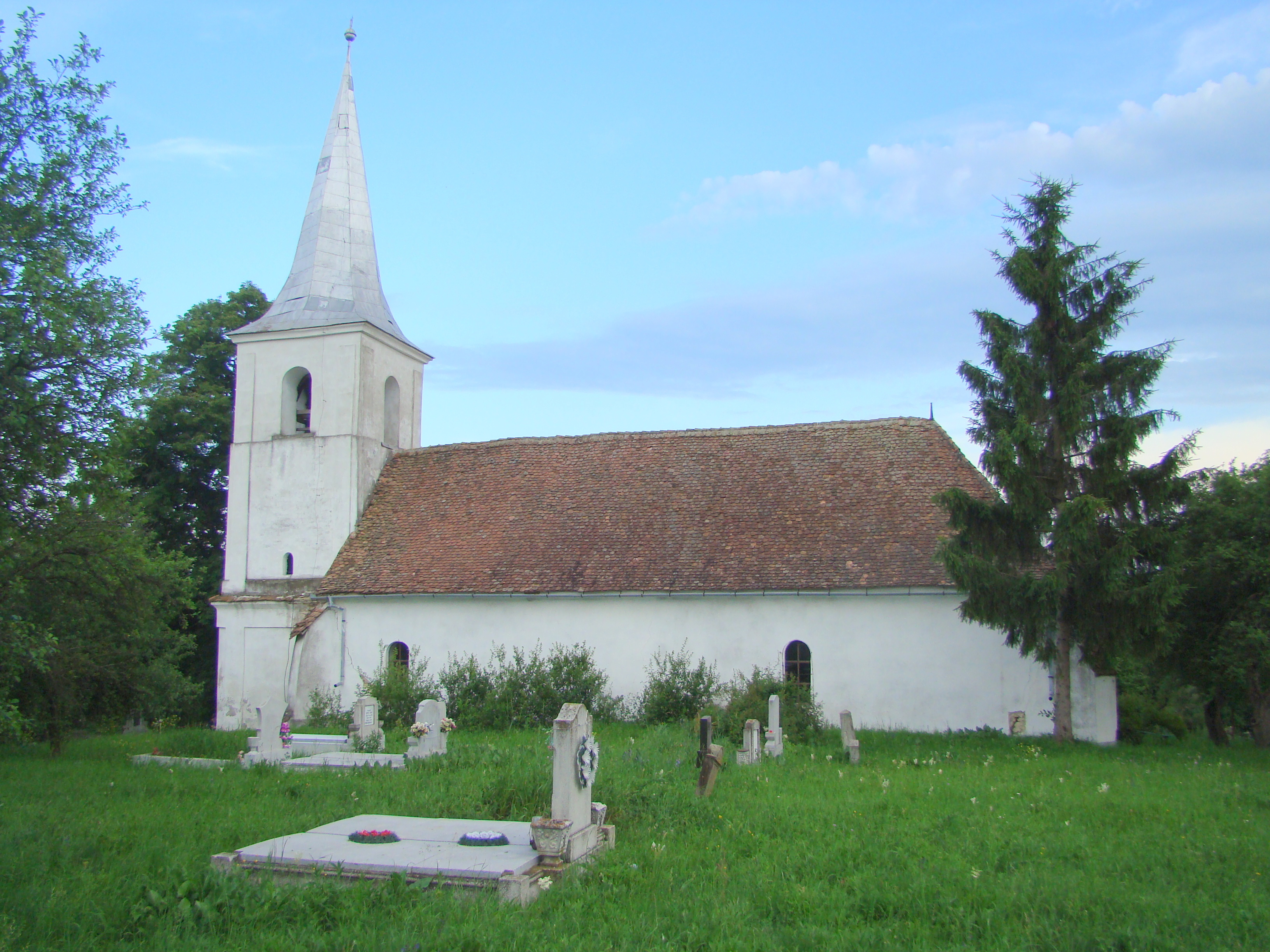
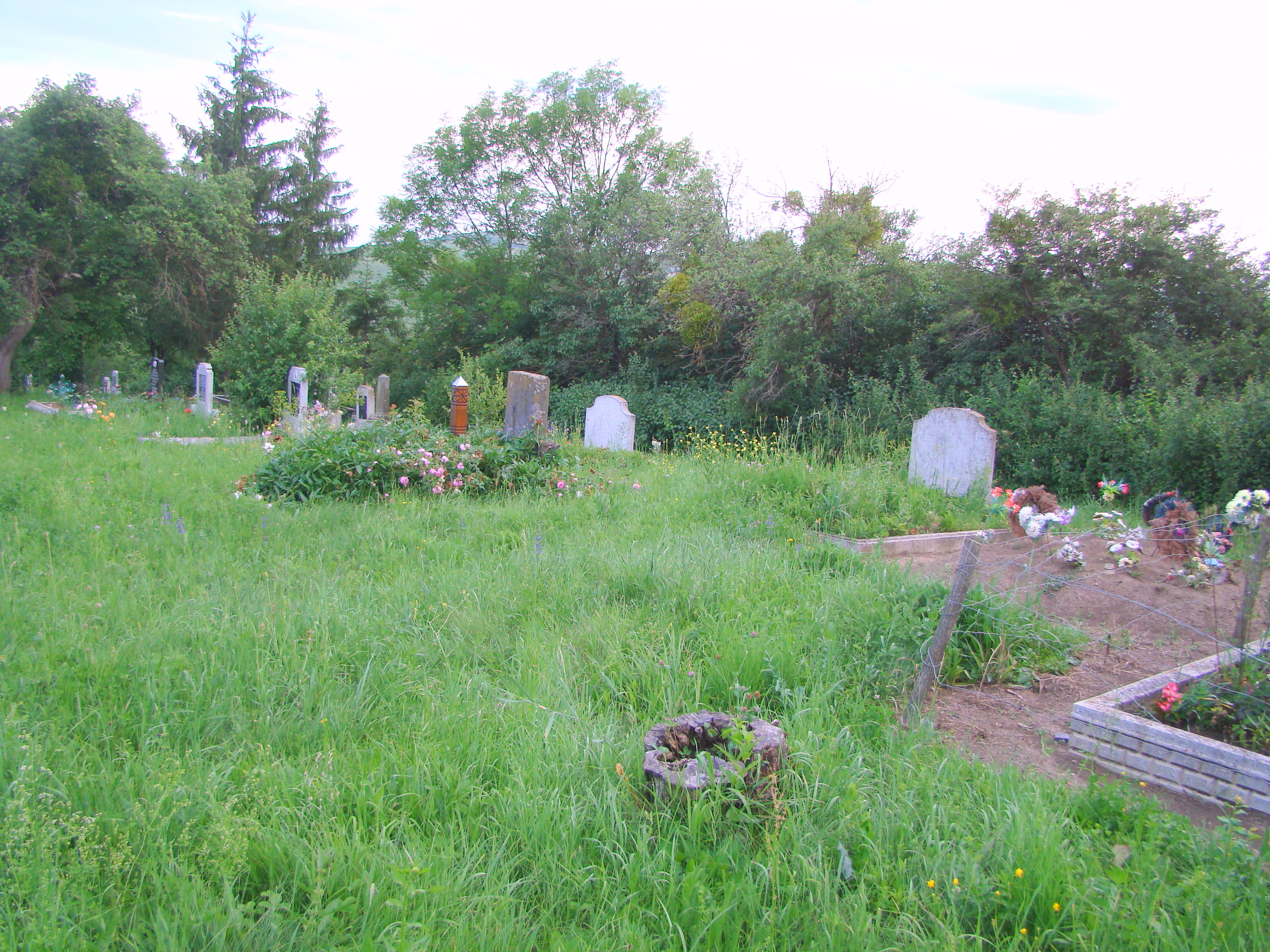
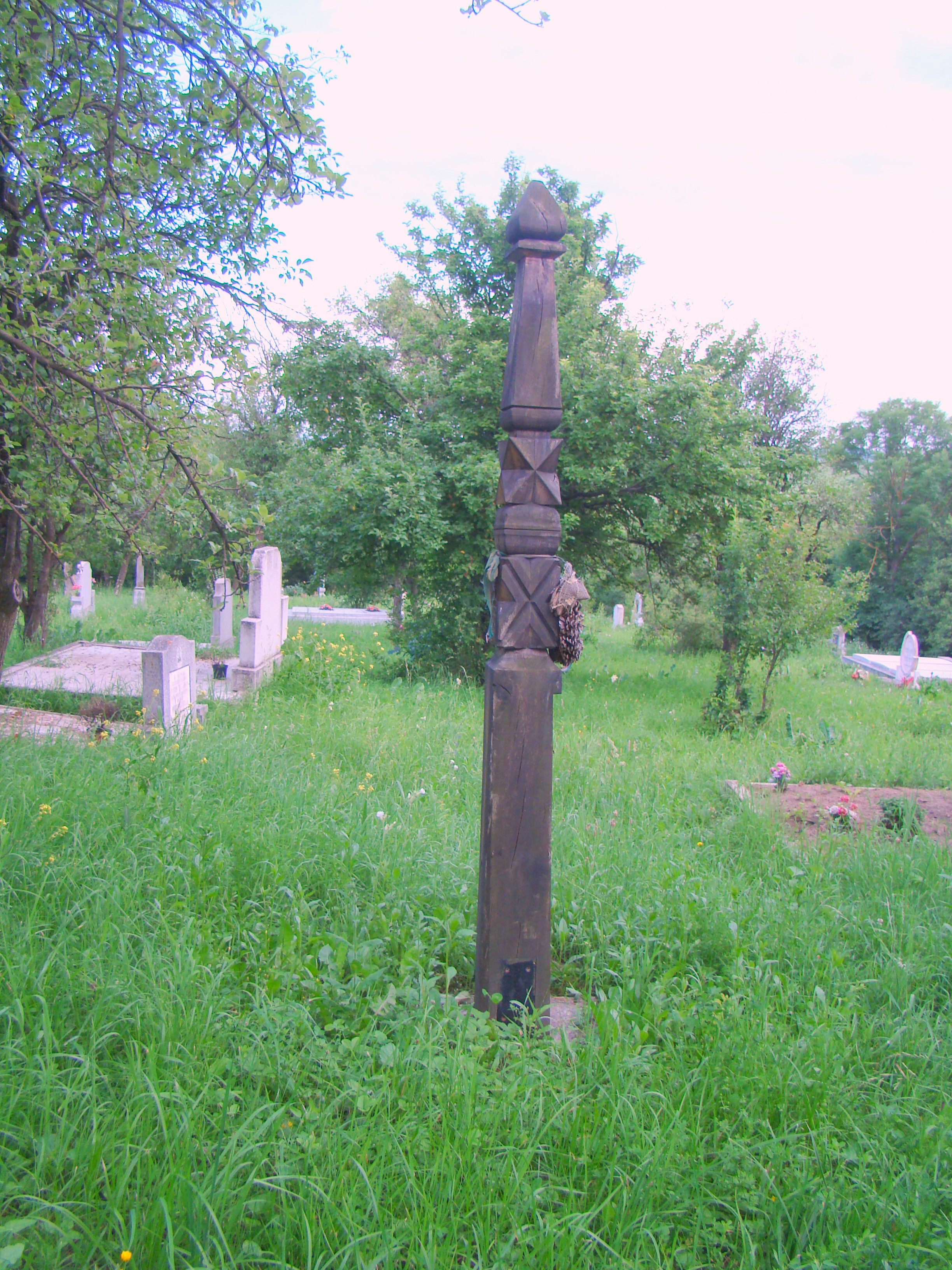
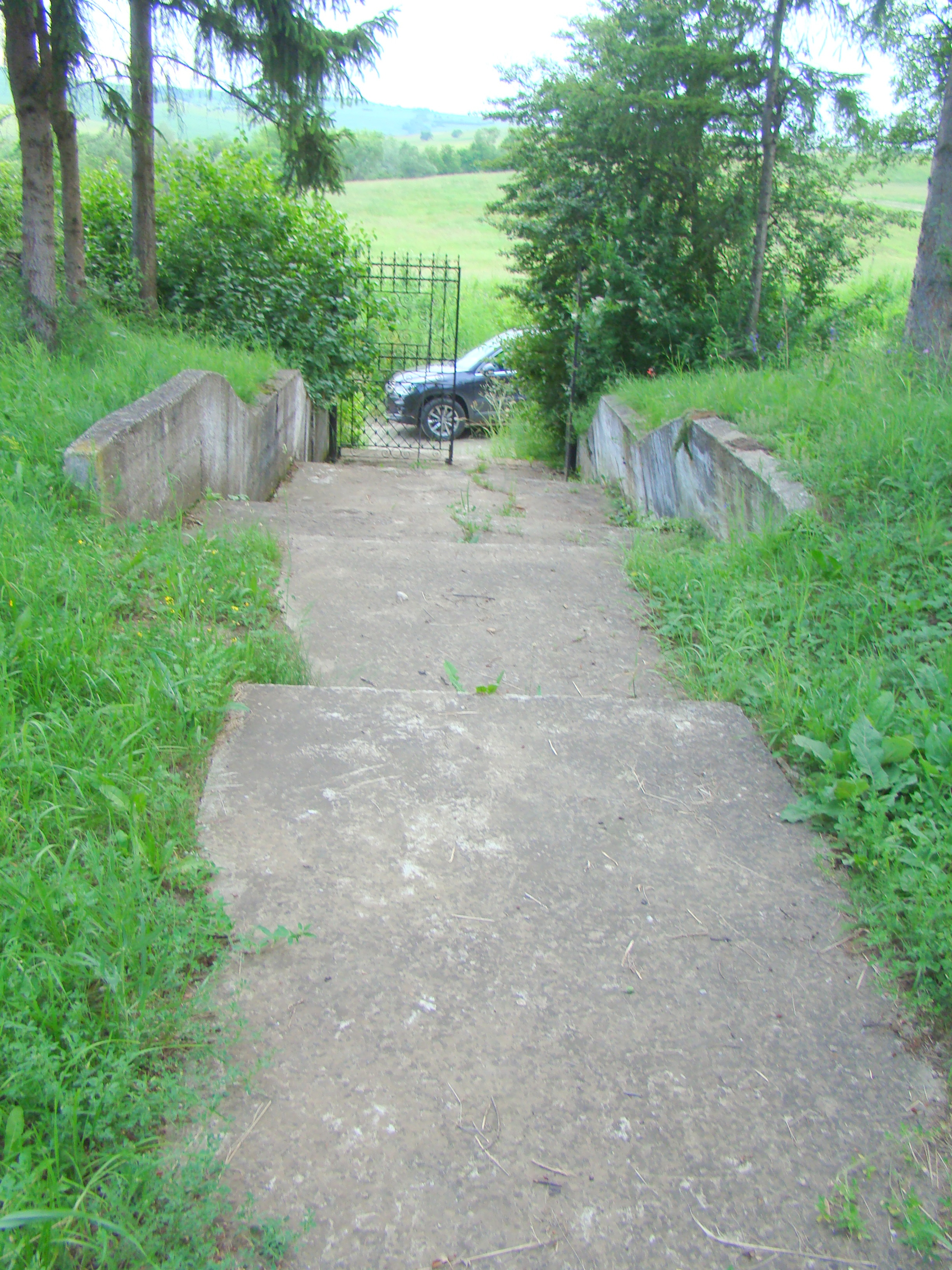

## Legături externe
- Fișă de monument

## Vezi și
- Grânari, Brașov